# Suur
Tjesnac Suur (est. Suur väin) je tjesnac u Estoniji.

## Geografija
Tjesnac leži između otoka Muhua i kontinentalne Estonije. Tjesnac (koji je i sam dio Väinameri) povezuje tjesnac Väinameri i Riški zaljev.
U tjesnacu se nalazi nekoliko otočića: npr. Papirahu, Kesselaid, otočići Kõbajad, Viirelaid.
Najveća dubina tjesnaca od 24 m najdublja je točka u Väinameriju.

## Promet
Luka Kuivastu nalazi se u tjesnacu. Trajekt prelazi tjesnac od Virtsua do Kuivastua.
Od 2020. estonsko Ministarstvo gospodarstva procjenjivalo je mogućnost izgradnje tunela ili mosta preko tjesnaca Suur.